# Хвангук
Хвангук (кор. 환국?, 桓國?) — мифическое первое корейское государство под управлением богочеловека Хванина. Описание Хвангук содержится в «Хвандан коги», хронике ранней корейской истории. Современная историография не признаёт существование этого государства. Существовал Хвангук более трёх тысяч лет начиная с 7197 года до н. э.

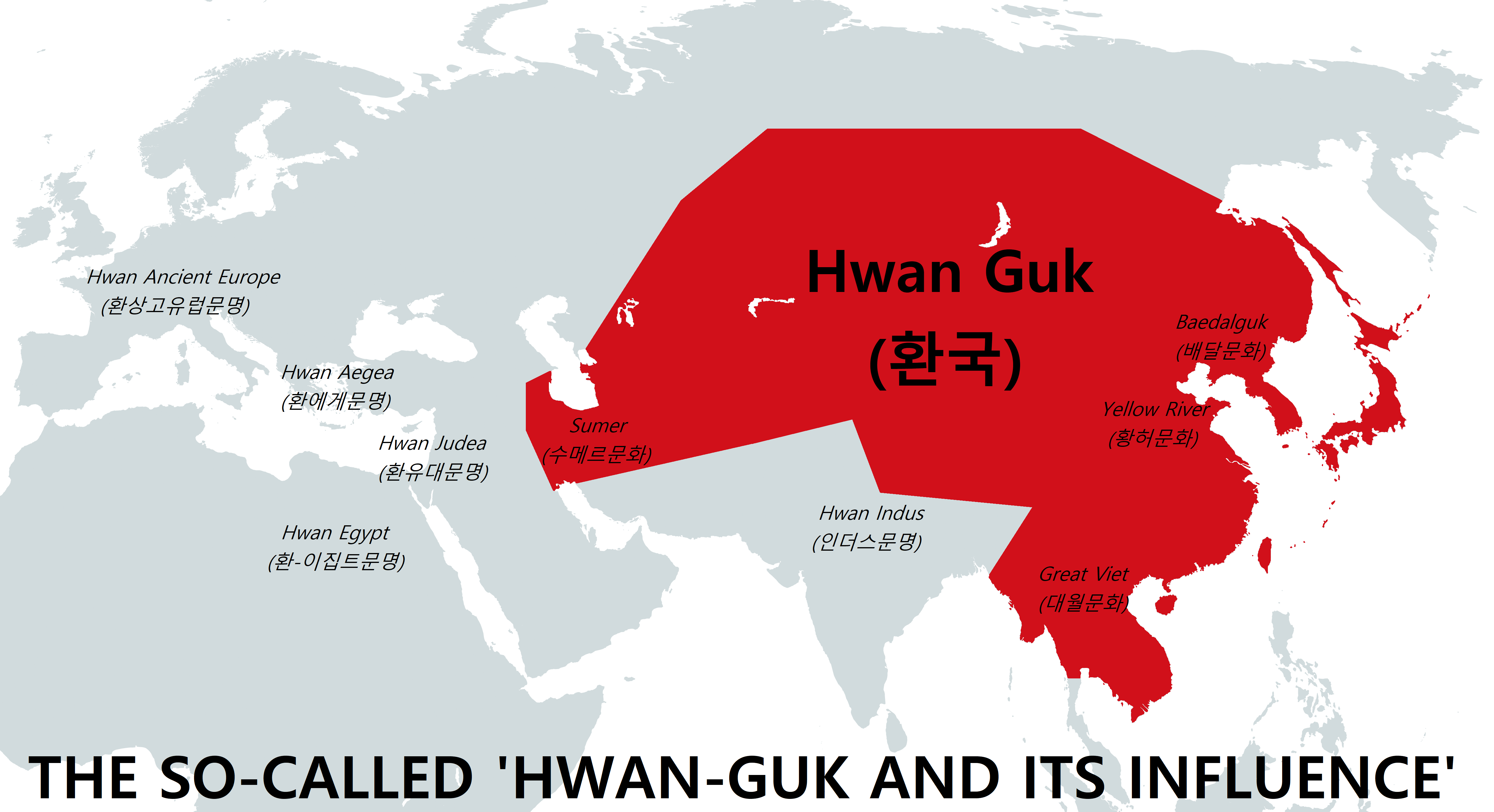
Карта мифического Хван-Гука

По легенде Хвангук был союзом двенадцати небольших государств: Пиригук (비리국, 卑離國), Янгунгук (양운국, 養雲國), Кумак Хангук (구막한국, 寇莫汗國), Куда Чхонгук (구다천국, 句茶川國), Ирунгук (일운국, 一群國), Уругук (우루국, 虞婁國) или Пхиллагук (필라국, 畢那國), Кэкхён Хангук (객현한국, 客賢汗國), Кумоэккук (구모액국, 句牟額國), Мэгуёгук (매구여국, 賣句餘國) или Чикку Тагук (직구다국, 稷臼多國), Санаб Агук(사납아국, 斯納阿國), Сонбигук (선비국, 鮮裨國) или Сивигук (시위국, 豕韋國) или Тхонго Сагук (통고사국, 通古斯國) и Сумиль Игук (수밀이국, 須密爾國).
Согласно «Хвандан коги», за 3301 год в Хвангук сменилось семь императоров. Расположено государство было западнее современной Кореи и имело протяжённость 8 тысяч километров с запада на восток и 20 тысяч километров с севера на юг. После распада государства Хвангук ему на смену пришло новое государство — Синси.

## Правители Хвангук
В «Хвандан коги» содержится список правителей Хвангук. За более чем 3 тысячи лет мифической страной управляли всего семь человек.
1. Анпхагён (안파견, 安巴堅) 7197 до н. э. ~ ?)
2. Хёксо (혁서, 赫胥)
3. Косири (고시리)
4. Чууян (주우양)
5. Сокчеим (석제임)
6. Куылли (구을리)
7. Чивири (지위리)